# عمير بن سعد
عمير بن سعد بن عبيد الأنصاري هو صحابي بايع النبي عندما كان غلامًا، وأبوه هو الصحابي الجليل سعد الذي شهد بدرا مع النبي محمد والمشاهد بعدها واستشهد في موقعة القادسية.
ومن المواقف على حبه وغيرته على الإسلام وصدقه عندما أخبر النبي محمد عن زوج والدته الجُلاس بن سويد عندما قال عن النبي صلى الله عليه وسلم (إن كان محمدا صادقاً فيما يدعيه فنحن شرٌ حمير) فذهب عُمير واخبر عنه النبي صلى الله عليه وسلم فبعث النبي على الجلاس فحلف الجلاس وكذب عُمير أمام الصحابة والنبي عليه السلام وعندها نزل الوحي على الرسول صلى الله عليه وسلم بالآيات الكريمة:{يَحْلِفُونَ بِاللّهِ مَا قَالُواْ وَلَقَدْ قَالُواْ كَلِمَةَ الْكُفْرِ وَكَفَرُواْ بَعْدَ إِسْلاَمِهِمْ وَهَمُّواْ بِمَا لَمْ يَنَالُواْ وَمَا نَقَمُواْ إِلاَّ أَنْ أَغْنَاهُمُ اللّهُ وَرَسُولُهُ مِن فَضْلِهِ فَإِن يَتُوبُواْ يَكُ خَيْرًا لَّهُمْ وَإِن يَتَوَلَّوْا يُعَذِّبْهُمُ اللّهُ عَذَابًا أَلِيمًا فِي الدُّنْيَا وَالآخِرَةِ وَمَا لَهُمْ فِي الأَرْضِ مِن وَلِيٍّ وَلاَ نَصِيرٍ} سورة التوبة. فاعترف الجلاس وقال : بل أتوب يارسول الله .. بل أتوب .
وهنا توجه الرسول إلى الفتى عٌمير فإذا دموع الفرح تبلل وجهه المشرق، فمد الرسول يده الشريفة إلى أذنه وقال : وفت أذنك- ياغلام- ماسَمِعَت، وصدَّقكَ ربُك.

## توليه حمص
حين تولى الفاروق عمر بن الخطاب الخلافة، وبدأ في اختيار ولاته وأمرائه، وفق دستوره الذي أعلنه في عبارته الشهيرة: أريد رجلاً إذا كان في القوم، وليس أميرًا عليهم بدا (ظهر) وكأنه أميرهم، وإذا كان فيهم وهو عليهم أمير، بدا وكأنه واحد منهم، أريد واليًا لا يميز نفسه على الناس في ملبس، ولا في مطعم، ولا في مسكن، يقيم فيهم الصلاة، ويقسم بينهم بالحق، ويحكم فيهم بالعدل، ولا يغلق بابه دون حوائجهم.
وعلى هذا الأساس اختار عمر بن الخطاب عميرًا ليكون واليًا على حمص، وحاول عمير أن يعتذر عن هذه الولاية، لكن عمر بن الخطاب ألزمه بها.
ولقد عرف عمير مسؤولية الإمارة، ورسم لنفسه وهو أمير حمص واجبات الحاكم المسلم وقد خطب في أهل حمص قائلاً: ألا إن الإسلام حائط منيع، وباب وثيق، فحائط الإسلام العدل، وبابه الحق، فإذا نُقِضَ (هُدِمَ) الحائط، وخطم الباب، استفتح الإسلام، ولا يزال الإسلام منيعًا ما اشتد السلطان، وليست شدة السلطان قتلاً بالسيف، ولا ضربًا بالسوط، ولكن قضاءً بالحق، وأخذًا بالعدل.

## وفاته
ظل عمير بن سعد في أواخر عمره مقيمًا بإحدى ضواحي المدينة المنورة حتى مات بها في خلافة عمر. 